# 大内氏館
大内氏館（おおうちしやかた）は、山口県山口市大殿大路にあった城館。周防国・長門国を本拠とした大内氏の居館（守護館）である。「大内氏遺跡 附（つけたり）凌雲寺跡」として国の史跡に指定されている。

## 概要
大内氏24代当主の大内弘世が、山口を本拠と定め移り住んだ時に築かれた居館で、京都を模した山口の街に似つかわしく城ではなく館として建てられた。そのため、詰の城として背後に高嶺城がある。
最盛期の館は堀を含めると東西160m・南北170m以上の規模を誇る方形の居館で、京都の将軍邸を模しているとも言われる。初期は、館は溝と塀で囲まれている程度だったが、15世紀中頃には空堀と土塁によるある程度の防御力を備えた城館になった。堀はさらに南側にも伸びていることから、土塁で囲まれた部分よりさらに南にも関連する施設があったと推定されている。
館のすぐ北側には別邸として築山館（築山御殿）が築かれており、大内氏館は住居として、築山館は迎賓館的な役割の場として使われていたと思われる。また、館の南東部には大きな池を持った庭園があり、北西部には枯山水の庭園、現在の龍福寺の南東でも詳細不明の庭園が存在していた。

## 沿革
正確な建築時期は不明であり、江戸時代に描かれた「山口古図」によると14世紀半ばの1360年頃とされるが、発掘調査によると1400年代半ば第13代大内教弘の建築である可能性が高いとされる。
大内氏の繁栄とともに“西の京都”山口として栄えたが、弘世の子・大内義弘の頃にはもう手狭になったようで、すぐ北側に築山館を築いている。大内氏館もその領土の拡大とともに最低5回の増築を繰り返されていることが発掘調査により確認されている。
大内義隆の時代の天文20年（1551年）に家臣の陶隆房の謀反により山口は灰燼に帰した（大寧寺の変）。この時の大内氏館の状況は不明であるが、変の後は、新たな大内氏の当主となった大内義長が大内氏館に入った。
弘治2年（1556年）に毛利元就が侵攻（防長経略）してくると、大内義長は山口を放棄して逃亡。大内氏館もその役目を終えることとなった。そして翌年、同地に毛利隆元が大内義隆の菩提を弔うために龍福寺を建立している。
昭和34年（1959年）11月には国指定の史跡となり、発掘調査や復元整備が進められてきた。
平成29年（2017年）4月6日、高嶺城とともに続日本100名城（174番）に選定された。

## 遺構と復元整備事業

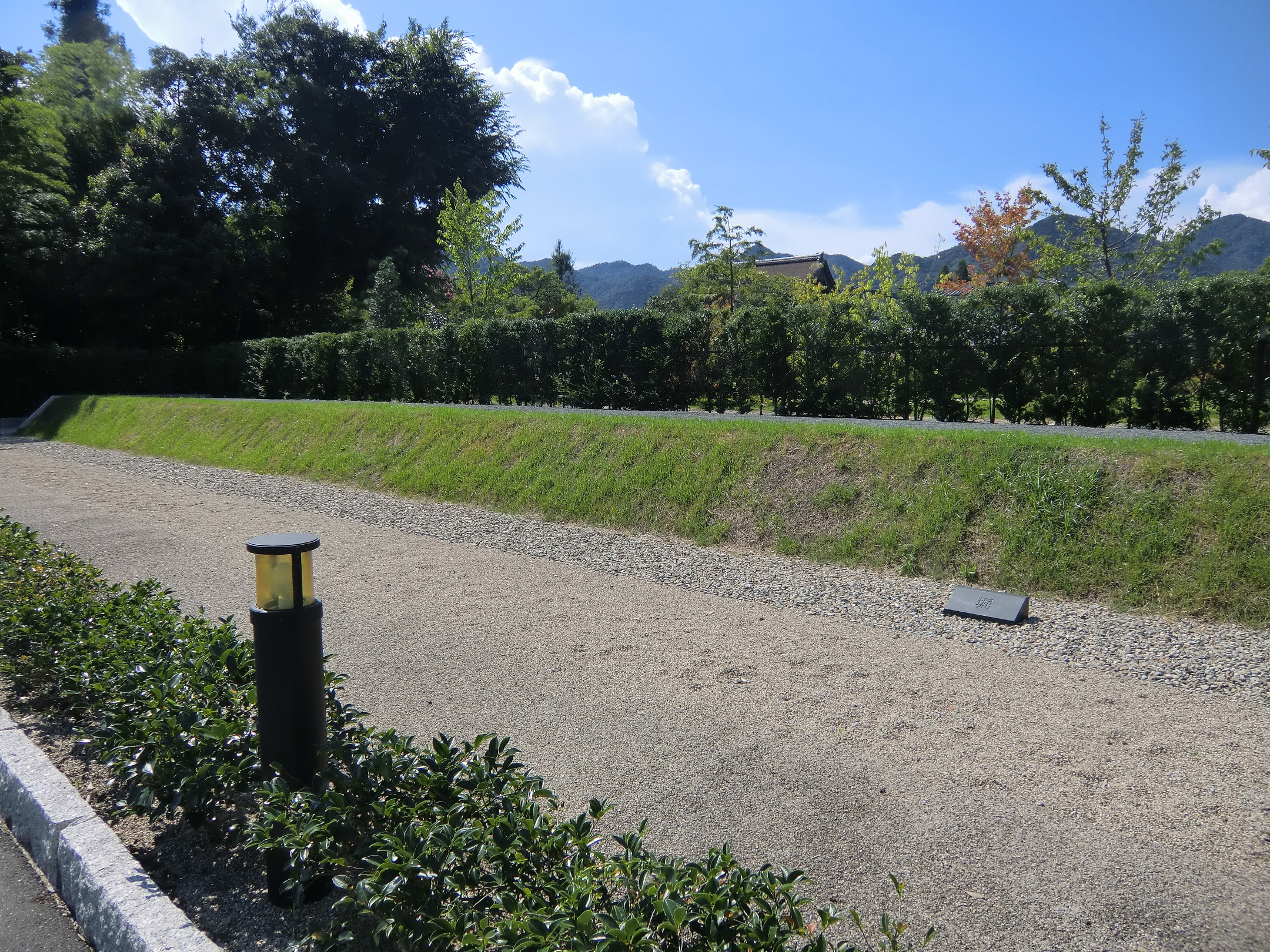
空堀跡と復元土塁

発掘調査が行われる以前は、大内氏館跡の遺構は龍福寺山門近くに残っていた土塁程度であったが、昭和53年（1978年）より発掘調査が繰り返され多くの遺構が発見された。平成20年（2008年）の第34次発掘調査では、龍福寺本堂の解体修理に伴い初めて本堂地下の発掘調査を行った。平成9年（1997年）から始まった復元事業により、土塁・西門・庭園などが復元整備されている。 

### 発掘調査により検出された遺構
石組溝
館跡の西辺の調査で石組の溝が検出され、溝の底には水の流れた痕跡があることから排水溝と推定されている。1500年代前半に造られたが、西門（後述）が造られた頃には埋め戻されたと思われる。現在、発掘調査で発見された溝の一部がそのまま展示されている。
西門
石組溝と同じく館跡西辺で発見された小規模な門跡。その配置や大きさから屋敷内の内門の一つで、礎石が検出されなかったことから、礎石を使わずに門柱の両端を石で押さえて固定する様式の門だったと推定される。平成9-10年（1997年-1998年）の調査で門柱跡が発見され、失われた館跡の一部として復元可能と判断されたことから、当時の風景が描かれた「洛中洛外図屏風」などを参考に平成17年（2005年）に復元。
1号庭園
昭和53年（1978年）の調査で発見された庭園跡。作庭年代や庭園形式など詳細は不明だが、他の庭園より古い時代の物と考えられており、護岸石の内側に立石や平玉石があったことが分かっている。現在では埋め戻されているため、その様子を見ることはできない。
池泉庭園（2号庭園）

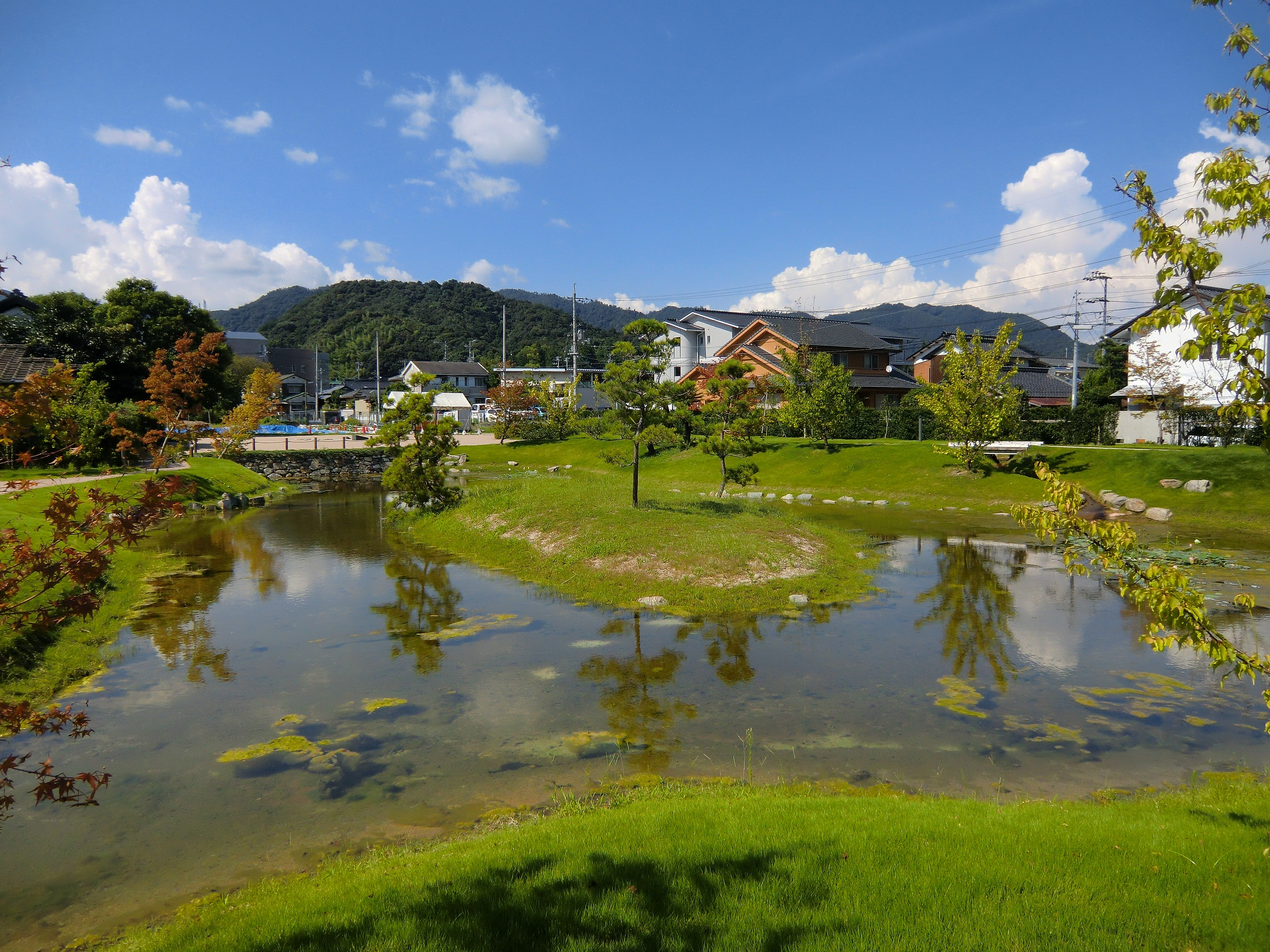
復元された大内氏館跡の池泉庭園

敷地南東部に位置している館跡最大の庭園。中央部にひょうたん池がある池泉式の庭園で、水は庭園東側の水路から入れている（排水路などは不明だが南西側に流したと推定される）。池の東側にはソテツが植樹されているが、これは1488年当時の史料にも出てきており、国際交流も盛んだった大内文化を感じされるものとなっている。平成4-5年（1992年-1993年）の第13・14次発掘調査で発見され、平成23年（2011年）に16世紀前〜中頃の様子を復元整備された。周囲には、庭を鑑賞する建物だったと思われる基礎石や石組井戸なども復元・展示されている。
枯山水庭園（3号庭園）
16世紀前半の大内義隆時代に構築とされる小規模な枯山水式の庭園だが、その中頃に火災により焼失した。火災後に庭石のいくつかは動かされ、その後の改変により破壊されている。大内義隆の頃の庭と思われ、陶隆房の謀反により焼失し、大内義長によって改変されたと推定される。平成9-10年（1997年-1998年）調査により発見され、平成17年（2005年）に復元整備された。
その他、石組かまど・せん列建物の跡も展示品として整備されている。また、昭和53年（1978年）の最初の調査では金の瓦も出土している。

## 参考資料
- 歴史群像シリーズ49　毛利戦記（1997年　学習研究社）